# Grmače
Grmače su naselje u općini Kakanj, Federacija BiH, BiH.

## Povijest
U vrijeme bošnjačko-muslimanske agresije na Hrvate Srednje Bosne poslije sloma slabo naoružanih i izoliranih mjesnih hrvatskih snaga polovicom 1993. bošnjačko-muslimanski ekstremisti opljačkali su i uništili područnu katoličku crkvu u Grmačama, a protjerali su Hrvate katolike. 13. lipnja 1993. bio je veliki muslimanski napad na Hrvate Srednje Bosne, od Zenice do Visokog. Napad na Hrvate bio je sa svih strana. Na taj dan su paravojne i redovite postrojbe Armije BiH ubile su u Drenoviku 16 Hrvata, u Slapnici 9, u Kraljevoj Sutjesci 4, u Bištranima 4, u Kovačima-Bradarićima 10, u Grmačama 3.
Francuski bataljun UNPROFORA bio je u blizini za vrijeme masakra počinjenog u Drenoviku nad hrvatskim civilima sela Kovači i Bradarići 13. lipnja 1993. godine. Pripadnici UNPROFORA bili su u Grmačama 200-300 metara od mjesta ratnog zločina, s dva oklopna transportera i vojnicima koji su šetali oko njih. Transporteri su bili stacionirani pored katoličkog groblja a više vojnika je bilo izvan transportera te su po svemu morali vidjeti rečene pokolje. :

## Znamenitosti
Na dvalokaliteta: Bijeli Greb (Grmače su upravno pod Ričicom), Hrašće nalaze se nekropole stećaka. Nekropola Bijeli Greb imala je ukupno 70 stećaka u dvije skupine, po svoj prilici u obliku sanduka, bez ukrasa, vrlo slabo obrađenih, obraslih i utonulih. Skoro svi su postavljeni u pravcu zapad-istok osim par u pravcu sjever-jug. Mnogo ih je utonulo utonuo u zemlju zbog klizišta i erozijom tla. Nekropola stećaka na lokalitetu Hrašće je oko dva kilometra južno od nekropole Bijeli Greb. Ovdje je bilo 50 stećaka, a zbog klizišta i tonjenja vidljivo je 24 stećka koja su vidljiva na površini većim dijelom, te 15 stećaka koji su većim dijelom utonuli u zemlju. Većina je oblika sanduka a tri su tri sljemenjaka od kojih je jedan ukrašen motivom dvostruke spirale. Uglavnom su usmjereni u pravcu sjeverozapad – jugoistok. Većina je stećaka u gustoj šumi, a dva su na čistini odnosno livadi pored.
Danas je u Grmačama groblje s kapelicom sv. Ilije. Grmače pripadaju sutješkoj župi sv. Ivana Krstitelja.

## Stanovništvo
Prema Šematizmu Rimokatoličke crkve za 1961. godinu, a s obzirom na podatke iz 1959., u župi sv.Ivana Krstitelja u Kraljevoj Sutjesci, koju pastoriziraju franjevci Bosne Srebrene, Grmače su bile u sutješkom dekanatu u župi sv. Ivana Krstitelja u Kraljevoj Sutjesci. U Grmačama je živjelo 82 katolika.